# Добронравов Віктор Федорович
Віктор Федорович Добронравов (нар. 8 березня 1983, Таганрог) — російський актор театру, кіно і дубляжу, музикант, лідер групи «Ковер-Квартет». Заслужений артист РФ (2019).
З 7 січня 2023 року перебуває під санкціями РНБО за антиукраїнську діяльність.

## Біографія
Віктор Добронравов народився в Таганрозі. Батько Віктора — актор Федір Добронравов (з 2003 року актор театру Сатири). Мати — Ірина Добронравова, працювала вихователем у дитячому садку. Молодший брат — актор Іван Добронравов. Після школи поступив в Театральне училище імені Щукіна, яке закінчив у 2004 році (курс Є.В. Князєва). У тому ж році Віктор був прийнятий в трупу театру ім. Євг. Вахтангова. Віктор Добронравов грав головну роль в дитячому мюзиклі «Клас-Центру» Сергія Казарновского «Еники-Беники», також грає в театральному центрі «На Страсному».
У 2009 році став переможцем телекастингу «Знайди Чудовисько» і отримав головну чоловічу роль в мюзиклі «Красуня і Чудовисько». озвучував персонажів Call of Duty: Гаса (MW), Сендмана (MW3), Саллівана (World at War).
Зараз актор грає в театрі Вахтангова і театр Антона Чехова.
Відомі ролі у фільмах:
«Шекспіру і не снилося» 2004-2005 р. р.
«Чемпіон» 2008-2009 р.
«Свати» 4 сезон  (зіграв роль з батьком Федором і братом Іваном) 2010-2011 р. р.
«Інтерни» 2011 р.
«Дзеркала» 2013 р.
«Обійми мене» 2014 р.

### Ковер-Квартет
Квартет складається з музикантів та акторів, грає в різних стилях джаз, соул, фанк, кавер-версії: Майкл Бубле, Рей Чарльз, Jamie Cullum, Radiohead та Queen.
Склад квартету
1. Віктор Добронравов (вокал)
2. Михайло Шкловський (бас-гітара) — артист театру «РАМТ»
3. Дмитро Волков (кахон, перкусія) — артист театру «Ленком»
4. Михайло Спасибі (клавішні)
5. Павло Сураєв-Корольов (гітара)[2]

### Особисте життя
Одружений з 23 березня 2010 — Олександра Торгушникова (закінчила ГІТР, за освітою кінооператор, але є фотографом, робить знімки для театру Євг. Вахтангова), доньки — Варвара (17 грудня 2010) та Вася (народилася в травні 2016 року)

## Ролі в театрі

### Театр імені Є. Вахтангова
1. «Чулимске минулого літа» за п'єсою « Минулого літа в Чулимську» Олександра Вампілова
2. «Мадемуазель Нітуш»
3. «За двома зайцями …»
4. «Сірано де Бержерак»
5. «Собака на сіні»
6. «Царське полювання»
7. «Алі-Баба і сорок розбійників»
8. «Ці вільні метелики»
9. «Маскарад»
10. «Міра за міру»
11. «Берег жінок»
12. «Євгеній Онєгін»
13. «Посміхнись нам, Господи»
14. «Біг»
15. «Отелло» — Яго
16. «Цар Едіп»

### Театральне агентство «Арт-Партнер XXI»
1. «Приворотне зілля»
2. «Любов і шпигунство»

## Фільмографія
1. 1998 — Твір до Дня Перемоги —  хлопчик в машині
2. 1999 — Багдадський злодій (Сатирикон) (фільм-спектакль)
3. 2001 — Московські вікна —  Котик
4. 2003 — Антикілер 2: Антитерор — епізод
5. 2004 — Кодекс честі 2 —  Коля Тітков, молодший лейтенант
6. 2005 — Втеча — епізод
7. 2005 — Сьомий відділ
8. 2005 — Шекспіру і не снилося —  Гельмут
9. 2005 — 2006 — Не народися вродливою —  Федір Коротков
10. 2006 — Все змішалося в домі —  Олексій Бобов
11. 2006 — Національне надбання —  Борис Кобзєв
12. 2006 — Угон — епізод
13. 2007 — Все можливо —  Влад директор відділу продажів — головна роль
14. 2007 — 2013 — Людина в кадрі — .. грає самого себе
15. 2008 — Злочин буде розкрито —  Юрій Рисс, слідчий
16. 2008 — Чемпіон —  Олександр Жігулёв 2010
17. 2009 — 2010 Злочин буде розкрито-2 —  Юрій Рісс — слідчий
18. 2009 — Операція «Праведник» —  Гриша
19. 2010 — Свати 4 —  міліціонер, який заарештував Івана Будько
20. 2010 — Про що говорять чоловіки —  офіціант в ресторані
21. 2010 — Голоси —  В'ячеслав Медник 12 серія
22. 2011 — Справа гастроному № 1 —  Олег Капустін підлеглий Бокова, лейтенант
23. 2011 — А щастя десь поряд —  Андрій Коваль, батько-одинак 
24. 2011 — Карамель —  Сергій Головін
25. 2011 — Інтерни —  пацієнт Терьохін
26. 2011 — Ялта-45 —  Кавун, колишній кримінальник, бандит-диверсант
27. 2012 — Велика ржака —  Петро, провінційний гомосексуал
28. 2012 — Чкалов —  Олександр Бєляков
29. 2012 — Як вийти заміж за мільйонера —  Петя Безруков, автомеханік
30. 2012 — Берег жінок (фільм-спектакль)
31. 2012 — Військовий госпіталь —  Григорій
32. 2012 — Троїл і Крессіда (фільм-спектакль) —  Ахілл, грецький вождь
33. 2013 — Брати по обміну —  Тимофій Єгоров, кілер
34. 2013 — Відлига —  Петро, старий друг Віктора Хрустальова
35. 2013 — Горюнов —  Фома Звєрєв
36. 2013 — Екскурсантка —  Митя (Литва, Росія)
37. 2013 — Євгеній Онєгін (фільм-спектакль) —  Онєгін (молодий)
38. 2013 — Як вийти заміж за мільйонера-2 —  Петя Безруков
39. 2013 — Тариф на минуле —  Шурик, один Віталія Шестакова
40. 2013 — Дзеркала —  Костянтин Родзевич
41. 2014 — Мама Люба —  Макс
42. 2014 — Обійми мене —  Віктор Демидов, капітан поліції
43. 2014 — Скасування всіх обмежень —  поліцейський Сева Кошеваров
44. 2014 — Чао, Федеріко! —  Андрій
45. 2014 — Посміхнися нам, Господи (фільм-спектакль) —  Хлойне-Генех
46. 2014 — Трюкач —  Сева Мітрохін
47. 2016 — Так надходить жінка —  Ігор
48. 2016 — Кінотавр Shorts
49. 2017 — Матусі (серіал) —  Віктор, колишній коханий Ані
50. 2017 — Фамільні цінності —  Олексій
51. 2017 — Актриса —  Сергій
52. 2017 — Дівчина з косою —  Євген
53. 2017 — Гроші —  Костянтин Громов в молодості
54. 2018 — Ну, здрастуй, Оксана Соколова! —  Ілля «Наган» Попов
55. 2018 — Ангел-хранитель
56. 2018 — Світу з того світла —  Олег
57. 2018 — По ту сторону смерті —  Олексій Володимирович Бистров
58. 2018 — Четверта зміна —  Левченко
59. 2018 — Свати 7 —  Іван Будько в молодості
60. 2018 — Т-34 —  Васіленок, механік-водій
61. 2018 — Чужа кров
62. 2018 — Шифр
63. 2018 — Імперія зла
64. 2018 — Рубіж
65. 2020 — Бомба — Кирило Муромцев, фізик-ядерник
66. 2021 — Чемпіон світу (фільм, 2021)

## Дубляж

### Фільми
1. 2012 — Порочна пристрасть — Джиммі Грант
2. 2010 — Паранормальне явище 2 — Міка
3. 2010 — Хлопчики-нальотчики — Привид
4. 2010 — Тринадцять — Джиммі
5. 2009 — Кидок кобри — Рипкорд
6. 2009 — Трансформери: Помста занепалих — Лео Шпітц
7. 2009 — Безславні виродки — сержант Донні Доновітца
8. 2008 — Рок-н-рольщик — Джонні Фунт
9. 2007 — Імла — Норм
10. 2007 — Паранормальне явище — Міка

### Мультфільми
1. 1996 — Горбань з Нотр-Даму — Квазімодо
2. 2006 — Колобок
3. 2007 — Ноїв ковчег
4. 2014 — Книга життя — Маноло Санчес

### Комп'ютерні ігри
1. 2004 — Call of Duty: United Offensive — майор Джеральд Інграм
2. 2004 — Rome: Total War — еллінський полководець, еллінський солдатів, еллінський коментатор
3. 2005 — Call of Duty 2 — рядовий МакГрегор
4. 2006 — Call of Juarez — Біллі Свічка
5. 2007 — Call of Duty 4: Modern Warfare — Гас, бійці SAS
6. 2008 — Call of Duty: World at War — сержант Том Салліван
7. 2010 — Battlefield: Bad Company 2 — солдати РФ
8. 2011 — Call of Duty: Modern Warfare 3 — майстер-сержант Сэндман
9. 2012 — Diablo III — Проклятий скелет стражник
10. 2014 — Call of Duty: Advanced Warfare — Уїлл Айронс